# Bellator 26
 Bellator XXVI  foi um evento de MMA organizado pelo Bellator Fighting Championships ocorrido dia 26 de agosto de 2010 no Kansas City Power & Light District em Kansas City, Missouri.  O evento foi transmitido no Fox Sports Net e suas afiliadas regionais.

## Background
Rory Markham era esperado para enfrentar Steve Carl, porém Markham não foi clinicamente liberado. Tyler Stinson tomou seu lugar. 